# HV Близнецов
HV Близнецов (лат. HV Geminorum) — одиночная переменная звезда в созвездии Близнецов на расстоянии (вычисленном из значения параллакса) приблизительно 3 009 световых лет (около 922 парсек) от Солнца. Видимая звёздная величина звезды — от менее +18m до +12,7m.
Открыта Куно Хофмейстером в 1963 году*.

## Характеристики
HV Близнецов — красная пульсирующая переменная звезда, мирида (M) спектрального класса M. Эффективная температура — около 3281 К.